# ماكس ووكر دي لابنفلز
ماكس ووكر دي لابنفلز (بالإنجليزية: Max Walker de Laubenfels)‏ (و. 1894 – م) هو عالم حيواني من الولايات المتحدة الأمريكية .